# Jonas Lindgård
Jonas Lindgård, född 25 maj 1968, är en svensk violinist. Sedan 2001 är han förste konsertmästare i Nordiska kammarorkestern i Sundsvall.
Lindgård erhöll solistdiplom vid Musikhögskolan i Stockholm och studerade utomlands för Rainer Kussmaul och Isaac Stern. Han bildar duo med gitarristen Jakob Henriques och har bland annat spelat in en skiva med en bearbetning av Rimskij-Korsakovs Scheherazade samt verk av Charles Dieupart, Wilhelm Stenhammar, Niccolo Paganini och Wilhelm Peterson-Berger.
Lindgård medverkar även på Meja-albumet Seven Sisters.
Jonas Lindgård är bror till cellisten Kristina Lindgård och musikläraren Magnus Lindgård.

## Diskografi
Scheherazade Lindgård - Henriques (nosag CD 094) 2005